# Романовский, Игорь Иванович
Романо́вский, Игорь Ива́нович (7 октября 1934, Харьков — 24 сентября 2018, Дюссельдорф) — советский и российский режиссёр-документалист, сценарист, оператор, писатель, педагог.
Лауреат Государственной премии СССР (1978). Член Союза кинематографистов России (1984), член Союза журналистов России, академик Международной Академии ТВ и Радио (IATR). Лауреат премии Гильдии киноведов и кинокритиков России (2004). Почётный гражданин г. Эри, США (1991).
Основатель и художественный руководитель первой в России независимой киностудии неигрового кино «Перспектива» (1988—2018). Первый режиссёр цикла художественно-публицистических телевизионных передач «От всей души», популярных в СССР в 1972—1987 годах; документальных фильмов «Наша биография», «Космический век. Страницы летописи», «Атомный век. Страницы летописи».

## Биография
В 1964 году окончил Школу-студию (ВУЗ) имени В. И. Немировича-Данченко при МХАТ СССР имени М. Горького, постановочный факультет — художник-постановщик.
С 1964 по 1966 — режиссёр телевидения Гостелерадио Молдавской ССР (г. Кишинёв). С 1966 по 1987 — режиссёр высшей категории Центрального телевидения СССР (г. Москва): Главная редакция информации, Главная редакция программ для молодежи, Главная редакция научно-популярных и учебных программ.
С 1968 по 1970 — журналист, режиссёр, оператор во Вьетнаме и Лаосе (Вторая Индокитайская война).
В 1979 — снимал фильм на Северном полюсе № 22.
С 1987 по 1988 — художественный руководитель студии экспериментальных фильмов Всесоюзного творческого объединения «Видео-фильм» Госкино СССР.
С 1988 по 2018 — основатель и художественный руководитель первой в России независимой киностудии неигрового кино ЧУ Студия «Перспектива».
1990 — Вице-президент Ассоциации независимого кино и её сооснователь, совместно с кинопродюсером Александром Владимировичем Разумовским.
С 1995 по 2002 — декан режиссёрского факультета в Гуманитарном институте телевидения и радиовещания им. Михаила Ароновича Литовчина.
В течение тридцати лет вел преподавательскую деятельность в Московском государственном университете им. Ломоносова (факультет журналистики); во всесоюзном институте повышения квалификации работников телевидения и радиовещания Госкомитета СССР по телевидению и радиовещанию; Гуманитарном институте телевидения и радиовещания им. М. А. Литовчина.
Игорь Иванович Романовский скончался 24 сентября 2018 года на 83-м году жизни в Университетской клинике г. Дюссельдорф, Германия, в результате онкологического заболевания. Церемония прощания состоялась 27 сентября 2018 года на Nordfriedhofs (Северное кладбище) г. Дюссельдорф и похоронен на Jüdischer Friedhof (auf Nordfriedhof), Ulmenstr. 236, Düsseldorf.

## Семья
- Отец — Романовский Иван Александрович (1914 −1941);
- Мать — Мармерштейн Белла Исааковна (1911—1994);
- Первая жена (1965—1989) — Доника Мария (1933), актриса, радиодиктор;
- Сын Федор, дочь Анжелика;
- Вторая жена (с 01 ноября 1989) — Игаунис Эмма (Emma Igaunis) (род.1956)[5], продюсер Почетная гражданка г. Эри, США. Член Союза кинематографистов РФ и Международной академии ТВ и радио;
- Дочь Элина, внук Севастьян.

## Творчество
За 50 лет своей творческой деятельности Игорь Романовский создал более 400 телевизионных программ и документальных фильмов. Он объездил весь Советский Союз и более двадцати стран мира. Героями его передач и фильмов стали выдающиеся деятели политики, науки и культуры: Борис Ельцин, Ричард Никсон, Жак Ширак, Кронпринц Лаоса Вонг Саванг, бельгийский принц Филипп, британский маркиз Чамли (Marquess of Cholmondeley), княжна Екатерина Галицына, Наташа Фэйрфилд, Александр Александрович Пушкин (праправнук), создатели атомной и водородной бомбы — Я. Б. Зельдович, А. Д. Сахаров, Ю. А. Трутнев, Ю. Б. Харитон, члены первого отряда космонавтов, участники советской Антарктической экспедиции № 22, Народные артисты — Олег Ефремов, К.А. Райкин, О. Табаков, Г. Товстоногов, Б. Чирков, В. Маторин, Н. Касаткина и многие другие известные композиторы, писатели и художники, а также замечательные современники — обычные люди с необычной судьбой.
За два десятилетия работы на телевидении Игорь Романовский участвовал в создании более 300 телевизионных программ: «От всей души», «КВН», «Интерклуб», «Требуется идея», «Превосходная должность», информационная программа «Время», «Эстафета новостей», «Панорама Родины», «Город мастеров» и мн. др. Был первым режиссёром программы «От всей души» и режиссёром последнего «КВН» (10-й выпуск) 1972 г. Создал фильмы: «Наша биография» — 1919 г., 1926 г., 1931 г., 1945 г., 1958 г." (1976);  «Главы великой книги. Фильм 2-й. Люди 30-х годов» (1979); «Космический век. Страницы летописи» (1982 г.); «От колыбели на всю жизнь», «Милосердие», «Москва 1000 глаз» и мн. др.
О своей профессии он рассказал в книге «Без права на дубль», задуманной как своеобразный «день открытых дверей» в творческую лабораторию тележурналиста.
За 30 лет работы в кинематографе Игорь Романовский как режиссёр создал более 150 документальных фильмов, включая сериалы. В 40 из них был сценаристом, в 20 — оператором. Он снимал фильмы в Австрии, Аргентине, Бельгии, Великобритании, Венгрии, Вьетнаме, Германии, Италии, Израиле, Китае, Лаосе, Мексике, Нидерландах, Норвегии, США, Франции, Швеции, Швейцарии.
Игорь Романовский тонко чувствовал своих героев. Он открывал новое и неожиданное в самых обычных и самых знаменитых людях, побуждая зрителя увидеть их и полюбить. В его работах каждый человек — личность, вне независимости от рода занятий.
В 2004 году (в возрасте 70 лет) снял документальный фильм «С. Эйзенштейн. Мексиканская болезнь», проехав почти 10000 км по Мексике и повторив маршрут съемочной группы фильма «Que viva México!» («Да здравствует Мексика!») Сергея Эйзенштейна (1931—1932 г.г.).
Перед этими съемками, на своем юбилее в присутствии 200 человек, Игорь Романовский сказал, что летит в Мексику снимать свой последний фильм и …. за следующие 14 лет снял ещё 12 фильмов.
В 2014 году (в 80 лет) создал Веб-портал www.rwmassmedia.com — «Русский мир масс-медиа», объединивший более 5000 зарубежных русскоязычных сайтов из 96 стран. Портал стал Лауреатом Международного конкурса русскоязычных сайтов зарубежных российских соотечественников «СЕРЕБРЯНЫЙ ЛУЧНИК» в 2016 и был удостоен серебряной медали Международного конкурса «Русское зарубежье» в 2017.
В 2015 году (в 81 год) снял фильм «Эрмитаж. Диалоги культур» (сценарист, режиссёр, оператор). Съемки проходили в России, Великобритании, Италии, Нидерландах.
В 2017 году, уже будучи тяжело больным, создал свой последний фильм «Надежда», о людях с ограниченными физическими возможностями.
Игорь Романовский является автором учебных пособий, монографий по телевидению, публикаций в периодической печати. За книгу «МАСС МЕДИА. Словарь терминов и понятий» удостоен Премии Белый Слон в 2004 Гильдии киноведов и кинокритиков Союза кинематографистов РФ — за лучшее информационное издание года.
Он автор теоретико — практического курса «Технология творчества», который преподавал своим студентам и слушателям. Методика предмета основана на следующей предпосылке: «Прежде, чем начать кого-то чему-нибудь учить, надо научить его учиться. Научить творческому подходу к учёбе. Научить творить во время учёбы. Только это может сделать его обучение эффективным».

## Фильмография
- 1976 — 1977 — «Наша биография»[10]
- 1979 — «Главы великой книги. Фильм 2-й. Люди 30-х годов»
- 1982 — «Космический век. Страницы летописи»"(7 фильмов)
- 1983 — «От колыбели — на всю жизнь»
- 1984 — «Милосердие»
- 1988 — «Афганские письма»
- 1989 — «Иверские ворота»
- 1989 — «СОЗВЕЗДИЕ-89»
- 1990 — «Иосифо-Волоцкий монастырь»
- 2002 — «Мой добрый гений»"(П. И. Чайковский. Памяти великого художника)
- 2003 — «Родом из кино»
- 2004 — «Они сражались за Родину…во Франции»
- 2005 — «Во спасение души»
- 2006 — «С. Эйзенштейн. Мексиканская болезнь»
- 2006 — «ТРОФЕИ»(3 части)
- 2007 — «Лебединое озеро — репортаж с другого берега»
- 2008 — «В стране вечных льдов»
- 2008 — «Виктор Розов. В поисках радости»
- 2009 — «Федор Шаляпин. Великий скиталец»
- 2010 — «Тайны ядерных грибов»"
- 2011 — «Владимир Маторин. Душа и маска»
- 2011 — «Аргентинское танго по-русски»
- 2012 — «Алена в стране фиордов»
- 2012 — «Звонарь»
- 2013 — «Германия — Россия по солнечным часам»
- 2013 — «Натальин камень»
- 2014 — «Москва-Брюссель. Диалоги культур»[11]
- 2015 — «Эрмитаж. Диалоги культур»[12]
- 2017 — «Надежда»

## Книги и публикации
- Особенности режиссуры документального фильма: Учеб. пособие — И. И. Романовский; ВИПК, (1983) — 101 с.
- Романовский И. И. О режиссуре видеофильма. Телевидение вчера, сегодня, завтра. — И. И. Романовский; Вып. З. Сост. Н. С. Устинова; Искусство (1983) — 238 с.
- Без права на дубль: записки режиссёра телевидения. — И. И. Романовский; Искусство (1986) — 110 с.
- МАСС МЕДИА. Словарь терминов и понятий. — И. И. Романовский; под ред. В. Г. Маковеева; Союз журналистов России, (2004) — 477c.

## Награды и достижения

### Государственные награды и звания
Награды СССР и Российской Федерации:
- «Государственная премия СССР» (1978) — за фильмы телевизионного цикла «Наша биография».
- Медаль ордена «За заслуги перед Отечеством» II степени (10 декабря 2011 года) — за большие заслуги в развитии отечественной культуры и искусства, телерадиовещания и многолетнюю плодотворную деятельность.

Прочие награды:
- Большая академическая медаль Международной академии телевидения и радио (IATR) — за значительный вклад в развитие телевидения и радио на национальном уровне и значительные творческие достижения.